# Kłoczky (przystanek kolejowy)
Kłoczky (ukr. Клочки) – przystanek kolejowy w pobliżu miejscowości Kłoczewe, w rejonie korosteńskim, w obwodzie żytomierskim, na Ukrainie. Położony jest na linii Kijów – Korosteń – Sarny – Kowel.
Dawniej mijanka. Dodatkowe tory zostały rozebrane w latach 10. XXI w.